# Ein Soe May
Ein Soe May (Myanmar) és el pseudònim d'una activista per la democràcia de Myanmar.
Va ser una estudiant molt implicada en diverses campanyes. Des del cop d'estat a Myanmar de 2021 va formar part de les protestes contra les forces armades.
Va ser detinguda per la junta militar de Myanmar. Va estar deu dies retinguda en un centre d'interrogació militar on segons ella fou agredida sexualment i torturada. Altres dones han relatat circumstàncies similars. Després va passar sis mesos a la presó d'Insein. Fou alliberada en una amnistia el mes d'octubre que va afectar 5.000 presoners. En sortir, va reprendre les activitats reivindicatives.
El 2021 la BBC la va considerar una de les 100 dones més inspiradores.